# Calheta (freguesia da Madeira)
Calheta é uma freguesia portuguesa do município da Calheta, ma Região Autónoma da Madeira, com 23,47 km² de área e 3188 habitantes (censo de 2021). A sua densidade populacional é 135,8 hab./km².
Fundada em 1430, Calheta é uma das mais antigas povoações e sede de freguesia da ilha da Madeira e foi uma das primeiras a ser explorada pelos primeiros colonizadores.

## Demografia
A população registada nos censos foi:
| Distribuição da População por Grupos Etários | Distribuição da População por Grupos Etários | Distribuição da População por Grupos Etários | Distribuição da População por Grupos Etários | Distribuição da População por Grupos Etários |
| -------------------------------------------- | -------------------------------------------- | -------------------------------------------- | -------------------------------------------- | -------------------------------------------- |
| Ano                                          | 0-14 Anos                                    | 15-24 Anos                                   | 25-64 Anos                                   | > 65 Anos                                    |
| 2001                                         | 516                                          | 402                                          | 1508                                         | 679                                          |
| 2011                                         | 492                                          | 345                                          | 1609                                         | 717                                          |
| 2021                                         | 419                                          | 341                                          | 1692                                         | 736                                          |

## Património
- Engenho da Calheta

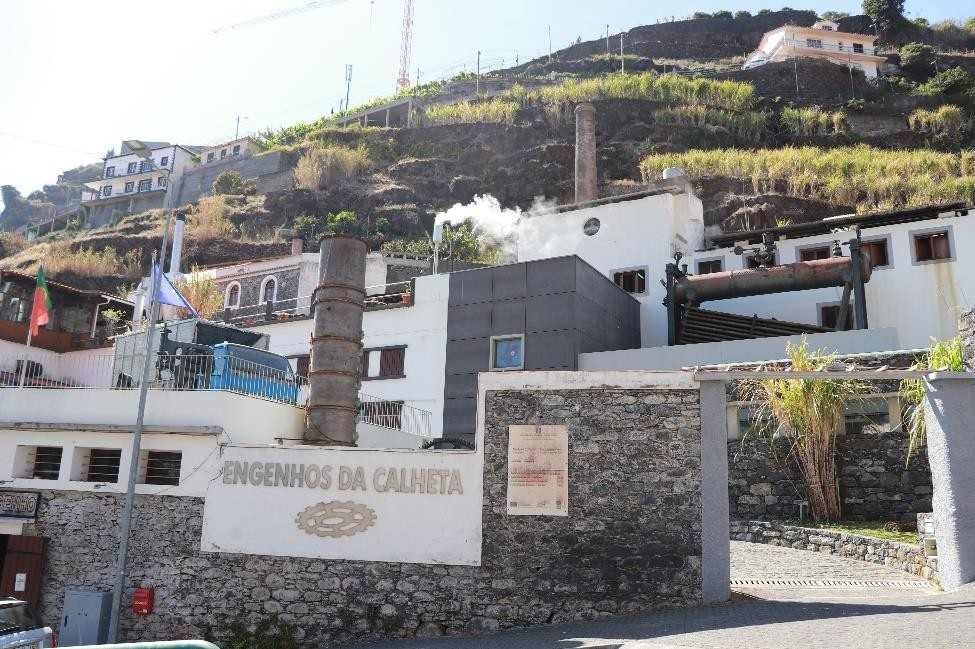
Engenho da Calheta

A produção e comércio de açúcar tiveram o seu auge entre os séculos XV e XVI. Este engenho perdura deste 1901, a sua laboração dependia de alguns fatores, o seu principal sistema era movido pela água.
Nos dias de hoje, funciona através da força do vapor e novamente da água para então depois produzir o mel e aguardente de cana que resulta da destilação da cana-de açúcar através de um alambique. Esta produção é sazonal, o que significa que o engenho só funciona um mês no ano, começando a sua laboração ou antes ou então depois da Páscoa.
Quando não está nos meses de laboração, o engenho foca-se na venda de aguardente e mel de cana, onde produz localmente as broas e os bolos de mel, e este fabrico é com origem na receita original.
O engenho está aberto a visitas de pessoas do exterior, essas mesmas pessoas podem visitar as maquinarias usas para o fabrico de rum e do mel de cana de açúcar e também provar o bolo de mel tradicional.

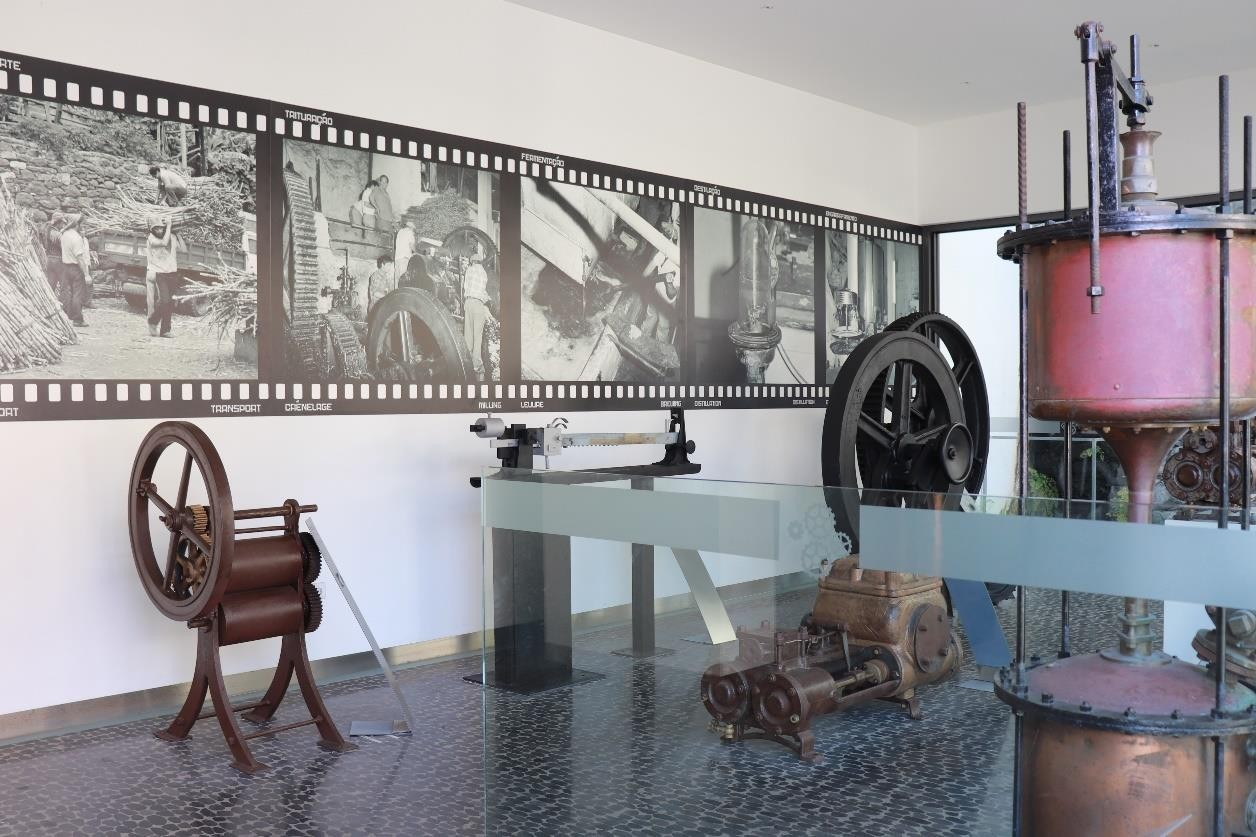
Interior do Museu do Engenho da Calheta

- Capela de Nossa Senhora da Estrela

A freguesia da Calheta, teve a sua primitiva sede na capela de Nossa Senhora da Estrela, mas afirma-se que ali não permaneceu por largos anos, procedendo-se então à construção duma nova igreja, em ano que não podemos precisar. O seu orago passou a ser o Espírito Santo.
É de referenciar o teto da capela-mor e da nave central em estilo mudéjar, para além de um valioso conjunto de ourivesaria sacra desde o século XVI até ao século XVIII (lampadários, pia batismal, cruz processional, um pia e dois volantes flamengos que representam a Anunciação, e que se encontram no Museu de Arte Sacra).
Esta Igreja conserva ainda, um sacrário talhado em ébano com primorosas incrustações de prata, oferta de D. Manuel I, o Venturoso (peça original no património da Ilha).
- Igreja do Atouguia

Situada no Lombo do Atouguia, foi construída a mando  de João Baptista Teixeira em 1783. Actualmente, é a sede da igreja paroquial da Paróquia do Atouguia, criada em 1960 com o orago São João Baptista.
Esta Igreja possui a única relíquia de João Paulo II RAM, canonizado santo pela Igreja Católica em Abril de 2014.
No interior da Igreja e protegida por uma pedra tumular, existe  uma caixa de prata com três cabelos brancos de João Paulo II  autenticados pelo Vaticano. Esta Igreja constitui, um importante polo de atração turístico religioso sendo que é um  ponto de passagem para os peregrinos.
Possui uma área total de 860m2, uma nave principal com capacidade para 290 pessoas, uma cúpula com diâmetro de 10m e pé direito de 20m, salas de apoio, salas de catequese Como edifício anexo está a torre sineira com 30 metros de altura.

## Brasão da freguesia
A ordenação dos símbolos heráldicos, são de autoria do GEPHA Gabinete de Estudos e Projectos de Heráldica Administrativa.

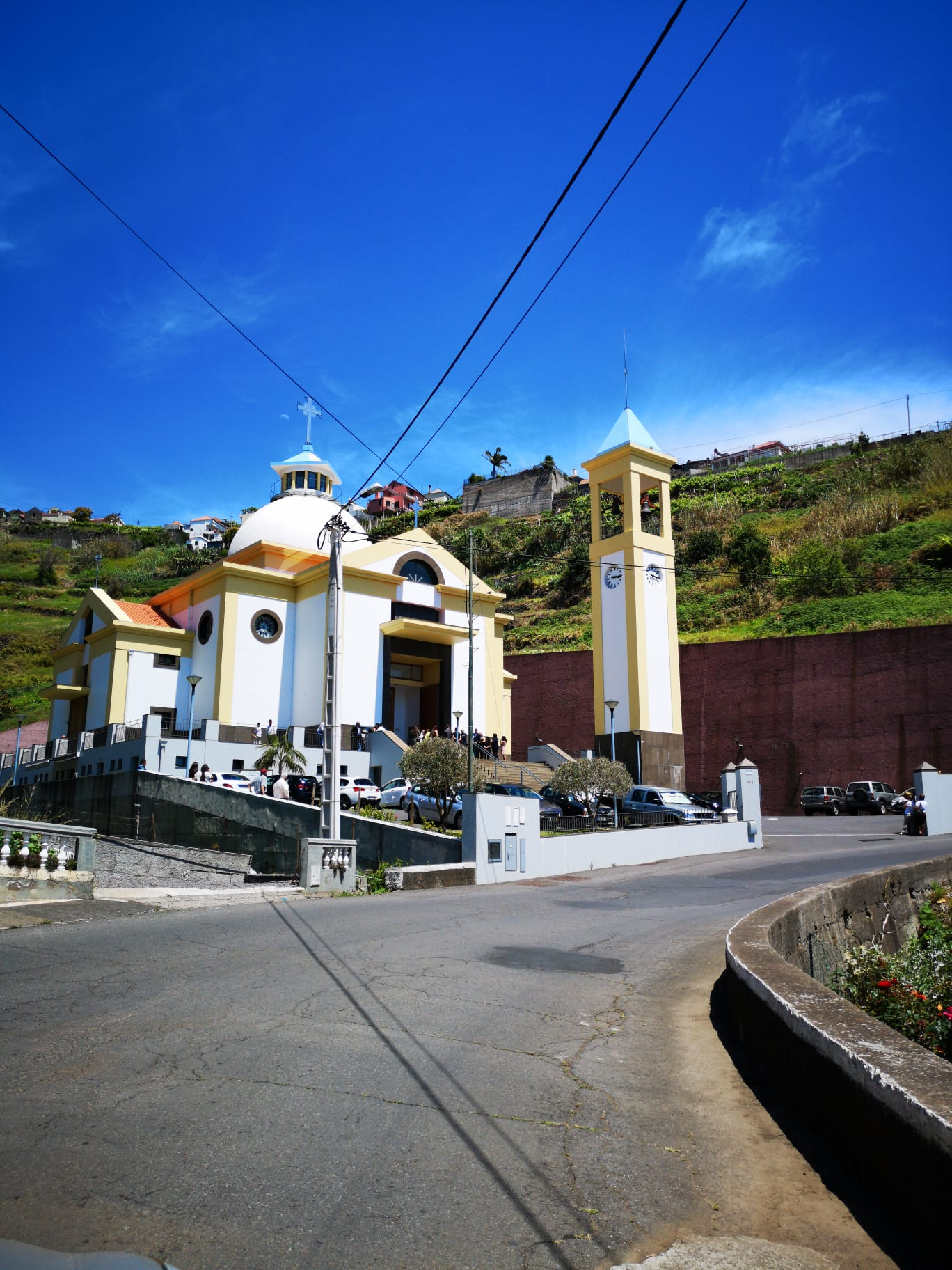
Igreja do Atouguia